# Harkness Ballet
L'Harkness Ballet è stata una compagnia di balletto di New York in attività dal 1964 al 1975 ed intitolata alla sua fondatrice Rebekah Harkness.

## Storia
La signora Rebekah Harkness aveva ereditato la fortuna del marito nelle partecipazioni Standard Oil ed era una amante della danza. La Harkness aveva finanziato il Joffrey Ballet, ma quando si rifiutarono di cambiare il nome della compagnia in suo onore, ritirò i fondi e assunse la maggior parte dei ballerini del Joffery per la sua nuova compagnia. Il Joffery Ballet in seguito si trasferì a Chicago e continua ad esistere. L'Harkness Ballet, fondato nel 1964, debuttò a Cannes nel 1965, con George Skibine come regista, Marjorie Tallchief come ballerina e un repertorio con opere di Alvin Ailey, Skibine, Erik Bruhn, Brian Macdonald e Stuart Hodes. La compagnia per lo più era in tournée all'estero, nei maggiori teatri d'Europa, con grande successo, dando ai suoi ballerini e coreografi un'esperienza cosmopolita sconosciuta alla maggior parte dei loro colleghi americani. Il suo debutto a New York avvenne nel 1967 e Macdonald fu anche nominato direttore, succeduto da Lawrence Rhodes (1968) e raggiunto da Benjamin Harkarvy nel 1969. Il maestro di danza David Howard fu ingaggiato nel 1966 e divenne condirettore della scuola nel 1971 con Maria Vegh, che aveva iniziato a insegnare nella scuola nel 1968. Nel 1970 la Harkness lo combinò con l'Harkness Youth Ballet (fondato nel 1969), diretto da Ben Stevenson, succeduto da Vicente Nebrada.
Nel 1972 la signora Harkness acquistò un teatro storico (il Colonial Theatre, costruito nel 1905) di fronte al Lincoln Center e lo ribattezzò Harkness Theatre. Il teatro fu completamente ristrutturato con il pavimento del palcoscenico all'avanguardia e l'artista spagnolo Enrique Senis-Oliver dipinse i murales del soffitto, inaugurando con una stagione dalla compagnia nel 1974.
La compagnia si sciolse nel giro di un anno. La vitalità dei ballerini era grandemente ammirata e molti dei balletti erano molto erotici, tra cui l'omoerotico "Sebastian" (1963) con musiche di Gian Carlo Menotti, "Monument for a Dead Boy" (1966) di Rudi van Dantzig (n. 1933) e "Gemini" (1972) di Vicente Nebrada (n. 1930).
La Harkness House for Ballet Arts, ospitata nella Nathaniel L. McCready House, una villa a quattro piani nell'Upper East Side di Manhattan, fungeva da quartier generale della compagnia e scuola ufficiale, che continuò per molti anni dopo la chiusura della compagnia e divenne la sede della American Dance Machine. Tra i ballerini più importanti dell'Harkness Ballet Trainee che frequentavano la scuola c'erano Lawrence Leritz e Patrick Swayze.
L'Harkness Ballet è stato diretto da Jeannot B. Cerrone dal 1964 al 1975.

## Importanti ballerini della compagnia
- Helgi Tomasson
- Lar Lubovitch
- Judith Jamison
- Christopher Aponte
- Maria Eglevsky
- Claudia Corday